# Poopósøen
Poopósøen (spansk: Lago Poopó) er en saltvandssø, der er beliggende ca. 130. km syd for Oruro i Bolivia. Søen har et gennemsnitligt variabelt areal på ca. 1.340 km². Den tilføres vand nordfra af Desaguaderofloden, der er det eneste afløb fra Titicacasøen. Søens vand er meget grumset og der findes store områder af ler. Poopósøen har et udløb i syd med en mindre flod, der løber vestover til Salar de Coipasa. Søen er optaget i Ramsarkonventionen.
Poopósøen er beliggende ca. 3.400 meter over havet. Den er forholdsvis lavvandet, normalt mindre end 3 meter dyb. Klimaet i regionen er tørt, og små forandringer i mængden af nedbør har stor betydning for vandstanden i søen. Når søen er fyldt dækker den omkring 2.500 km², hvilket gør den til en af Sydamerikas største saltvandssøer. Søen er en vigtig yngleplads for trækfugle, bl.a. flamingo. Den er omkring 90 kilometer lang og 32 kilometer bred.

## Eksterne links
- Wikimedia Commons har flere filer relateret til Poopósøen
- Encyclopædia Britannica, opslagsord Lake Poopó
- Earth Observatory Newsroom - Vandniveauer i Poopósøen

18°46′55″S 67°01′29″V / 18.7819°S 67.0247°V